# Italians a Go-Go
Italians a Go-Go è un singolo del duo musicale italiano Righeira, pubblicato nel 1986 come secondo estratto dal secondo album in studio Bambini Forever.

## Tracce
7" – CGD 10687 (Italia)
- Lato A

1. Italians a Go-Go – 3:42

- Lato B

1. 3-D – 3:50

12" – CGD 15249 (Italia)
- Lato A

1. Italians a Go-Go (Dance Version) – 5:54

- Lato B

1. Italians a Go-Go (Single Version) – 4:10

## Formazione
Righeira
- Johnson Righeira – voce
- Michael Righeira – voce

Produzione
- La Bionda – produzione

## Classifiche
| Classifica (1986) | Posizione massima |
| ----------------- | ----------------- |
| Italia            | 26                |